# Konstantínos Simítis
Konstantínos Simítis, dit Kóstas Simítis (en grec moderne : Κωνσταντίνος Σημίτης ou Κώστας Σημίτης), né le 23 juin 1936 à Athènes et mort le 5 janvier 2025 à Ágii Theódori, est un homme d'État grec membre du Mouvement socialiste panhellénique (PASOK).
Issu d'une famille de gauche, il prend part à l'opposition à la dictature des colonels. Il s'exile en Allemagne de l'Ouest, où il avait étudié l'économie, et devient universitaire.
Il participe en 1974 à la fondation du PASOK aux côtés d'Andréas Papandréou, puis est nommé ministre de l'Agriculture en 1981. Il est désigné ministre de l'Économie en 1985, après avoir été élu député au Parlement et mène une politique d'austérité afin de rétablir les comptes publics. Il démissionne du gouvernement au bout de deux ans, marquant ses désaccords avec le Premier ministre dans le domaine économique.
Il est brièvement ministre de l'Éducation dans le cabinet d'unité nationale de Xenophón Zolótas en 1989. Quatre ans plus tard, Papandréou le choisit comme ministre de l'Industrie. Il le limoge deux ans plus tard, après que Simítis a ouvertement et publiquement posé la question de la succession du chef du PASOK.
En janvier 1996, le groupe parlementaire du PASOK le choisit comme nouveau Premier ministre de Grèce afin de remplacer Papandréou, hospitalisé. Tenant d'une ligne libérale et pro-européenne, il rompt avec les discours populistes et nationalistes de son prédécesseur. Après le décès de ce dernier, Konstantínos Simítis est élu en juin 1996 président du PASOK. Malgré son manque de charisme et ses politiques de rigueur destinées à intégrer la République hellénique à la zone euro, il remporte les élections législatives de la même année puis de 2000.
De plus en plus impopulaire, il renonce à diriger son parti en janvier 2004, au profit de son chef de la diplomatie Giórgos Papandréou, personnalité politique la plus appréciée des Grecs. Ce changement ne peut empêcher la défaite des socialistes aux élections de mars suivant. Il participe entre 2006 et 2007 au groupe Amato, dont les travaux inspirent la rédaction du traité de Lisbonne.
Exclu en juin 2008 de son groupe parlementaire pour avoir dénoncé la volonté de Papandréou de soumettre le traité de Lisbonne à référendum, il met un terme à sa carrière politique l'année suivante.

## Biographie

### Famille
Konstantínos Geórgiou Simítis naît le 23 juin 1936 à Athènes.
Il est le fils de Geórgios Simítis, un avocat et professeur à l'université d'économie d'Athènes, et de Fanny Christopoulou, présidente de l'Union féminine panhellénique. Son père a notamment été bâtonnier du Pirée et député au Parlement. Ses parents prennent part à la résistance contre l'occupant allemand pendant la Seconde Guerre mondiale.
Il est marié avec Dáphni Arkádiou avec qui il a deux filles, Fióna et Mariléna.

### Études et carrière académique
Il étudie le droit à l'université de Marbourg entre 1954 et 1959, puis les sciences économiques à la London School of Economics (LSE) de 1961 à 1963.
Il devient avocat en 1961, puis lecteur universitaire à l'université de Constance en 1971. Il est ensuite recruté comme professeur de droit civil et commercial à l'université de Giessen jusqu'en 1975. En 1977, il revient en Grèce pour enseigner au sein de l'université Panteion à Athènes.

### Opposant à la dictature des colonels
Simítis participe en 1965 à la fondation du Cercle de recherche politique Aléxandros-Papanastásiou, qui cherche à identifier et étudier les principaux problèmes économiques et sociaux du royaume de Grèce, afin d'élaborer des solutions.
En 1967, après l'instauration de la dictature des colonels, le Cercle se transforme en organisation d'opposition et prend le nom de Défense démocratique. Menacé d'arrestation, Simítis quitte secrètement le pays et se voit condamné par contumace pour « infraction à la loi sur les liquides inflammables ». Sa femme Dáphni est arrêtée en représailles et condamnée à deux mois d'emprisonnement.
Il prend part en 1970 au Mouvement panhellénique de libération (PAK).

### Ministre de l'Économie
Avec plusieurs autres personnalités de Défense démocratique, il fait partie des fondateurs en 1974 du Mouvement socialiste panhellénique (PASOK) aux côtés d'Andréas Papandréou. Quand ce dernier accède au pouvoir en novembre 1981, il appelle Kóstas Simítis au poste de ministre de l'Agriculture.

#### Politique de rigueur
Lors des élections législatives anticipées du 3 juin 1985, Simítis est élu à 49 ans député de la première circonscription du Pirée. Comptant parmi les ministres les plus populaires de l'exécutif sortant, il devient le 26 juillet ministre de l'Économie nationale lors de la formation définitive du gouvernement Papandréou II pour prendre des mesures d'austérité budgétaire que le PASOK s'est toujours refusé à adopter malgré une inflation de 18 %, un déficit public élevé et une faible croissance.
Il annonce dix semaines plus tard une politique de rigueur, marqué par une dévaluation de la drachme de 15 % par rapport au dollar, une limitation des importations et des embauches de fonctionnaires, un contrôle des dépenses des ministères et une révision de l'échelle mobile des salaires, désormais établie sur l'inflation prévue et non réelle.
Ces annonces conduisent les syndicats à convoquer une grève générale sous le slogan de « Non à l'austérité » le 22 octobre. Trois semaines plus tôt, Papandréou avait marqué son appui à la politique de Simítis en révoquant huit des dix membres du bureau exécutif du PASOK et excluant huit militants socialistes pour avoir soutenu, au sein de la direction du syndicat GSEE, le mouvement de protestation. Cette politique conduit à la défaite du PASOK lors des élections locales d'octobre 1986, mais n'entame pas la popularité de Simítis, loué pour son sérieux, sa compétence et sa sincérité,.

#### Contestation et démission
Au mois d'août 1987, la politique de rigueur est vertement remise en cause au sein du Mouvement socialiste panhellénique. Si Konstantínos Simítis défend la poursuite de l'austérité au-delà de la fin de l'année, avec quelques aménagements, il estime que le principe même de ses mesures ne peut être remis en cause alors que l'inflation n'est pas contrôlée, et la balance courante et le déficit public sont en hausse. Ses contempteurs l'accusent alors d'avoir nommé une personnalité condamnée pour délit économique à la tête d'une société publique lorsqu'il était ministre de l'Agriculture, cinq ans auparavant.
Il démissionne de l'exécutif le 26 novembre suivant, ce qui marque ses désaccords économiques avec le Premier ministre. Alors que Simítis prévoyait de lever au 1er mai 1988 le blocage des traitements des fonctionnaires qu'il avait imposé en 1985, Andréas Papandréou prend la décision d'anticiper cette mesure au 1er janvier. Pour le ministre démissionnaire, une telle mesure risque de relancer l'inflation. Un an plus tard, il refuse la proposition de Papandréou de réintégrer le cabinet puis le bureau du parti en évoquant des raisons d'éthique, faisant allusion de manière voilée à l'affaire Koskotas.

### Ministre de l'Industrie
Dans le gouvernement d'unité nationale que forme Xenophón Zolótas en novembre 1989, il est ministre de l'Éducation nationale et des Religions. Il exerce cette fonction jusqu'en février 1990.
Au mois de novembre 1990, il se pose en chef de file des rénovateurs du parti à l'occasion du IIe congrès du PASOK. Après un discours où il dénonce « les passagers clandestins sans idéologie [et] les voleurs » au sein de la formation, il arrive en tête des élus au sein du bureau exécutif tandis que Paraskevás Avgerinós, réputé pour son intégrité, est en tête pour l'élection au comité central.
Après que Papandréou a retrouvé la direction de l'exécutif en octobre 1993, il confie à Simítis le ministère de l'Industrie, de l'Énergie, de la Technologie et le ministère du Commerce. À la fin de l'année 1994, il fonde avec Paraskevás Avgerinós, Theódoros Pángalos et Vasso Papandréou le « groupe des quatre », qui défend le renouvellement du parti socialiste, une ligne politique pro-européenne, une lutte contre la corruption et une détente avec la Macédoine. En juillet 1995, après deux ans à critiquer l'autoritarisme du Premier ministre, il l'interpelle directement lors de la conférence nationale du PASOK en posant la question de son départ, une idée aussitôt rejetée par le chef de l'exécutif.
Il remet sa démission du ministère de l'Industrie et du bureau exécutif du PASOK deux mois plus tard, après que Papandréou a mis en cause son travail dans le processus de privatisation des chantiers navals de Skaramangas. Respecté pour son intégrité, Simítis rappelle qu'il n'a fait qu'appliquer la politique adoptée en juin par le gouvernement et dénonce une « campagne de diffamation » destinée à critiquer son positionnement au sein du parti au pouvoir et non la politique industrielle du pays.

### Premier ministre et président du PASOK

#### Accession au pouvoir
Le 18 janvier 1996, le groupe parlementaire du PASOK le choisit comme nouveau Premier ministre en remplacement de Papandréou.
Il l'emporte au second tour de scrutin par 86 voix contre 75 au ministre de l'Intérieur Ákis Tsochatzópoulos. Si ce dernier représente la fidélité à la ligne politique populiste et nationaliste du dirigeant sortant, Kóstas Simítis incarne le courant libéral et pro-européen du PASOK. Au premier tour, ils avaient éliminé le ministre de la Défense Gerásimos Arsénis  et l'ancien vice-Premier ministre Ioánnis Charalambópoulos. Il était le favori de la jeunesse grecque, fatiguée des vieilles familles politiques, et du monde des affaires, inquiet de la dérive du pays face aux critères de convergence de Maastricht.
Il annonce le 22 janvier la composition de son premier gouvernement, marqué par l'arrivée de plusieurs rénovateurs et la confirmation de proches de Papandréou. Il appelle Theódoros Pángalos pour diriger la diplomatie et confie à Vasso Papandréou le nouveau ministère du Développement qui rassemble les compétences sur l'industrie, le commerce et le tourisme. Il confirme Ákis Tsochatzópoulos, Gerásimos Arsénis, les ministres économiques Yiánnos Papantoníou et Alékos Papadópoulos, et le ministre  de l'Éducation Giórgos Papandréou, fils d'Andréas et issu du courant rénovateur. Il rappelle Evángelos Giannópoulos, figure des populistes en rupture de ban avec l'ancien chef de l'exécutif, et lui confie le ministère du Travail.
Le 30 juin suivant, il est élu président du Mouvement socialiste panhellénique par 55 % des voix des délégués du IVe congrès, défaisant de nouveau Tsochatzópoulos. Sa victoire, qui marque un virage au centre du PASOK, est due entre autres à sa grande popularité dans l'opinion publique, sa menace d'abandonner la direction du gouvernement en cas de défaite et au soutien de Giórgos Papandréou, dont l'appui a empêché Tsochatzópoulos de se présenter comme l'héritier légitime et naturel de l'ancien Premier ministre.

#### Élections anticipées de 1996
Alors qu'il s'était engagé à aller au terme de la législature, en octobre 1997, il annonce le 22 août 1996 son intention de convoquer des élections législatives pour le 22 septembre suivant. Il justifie ce revirement par les incidents ayant eu lieu à Chypre et qui renforcent les tensions avec la Turquie, et entend profiter de la mauvaise image dans l'opinion du chef de l'opposition de centre droit Miltiádis Évert. La campagne se révèle bien plus difficile qu'imaginé : au manque de charisme de Simítis — une différence notable avec le tribun qu'était Papandréou — s'ajoute un message libéral mal perçu par l'électorat socialiste traditionnel et la démagogie déployée par Évert. Si le PASOK perd finalement plus de cinq points, il conserve une nette majorité absolue avec 162 députés sur 300.
En formant son deuxième cabinet le 25 septembre, il choisit la continuité en maintenant le ministre des Affaires étrangères Theódoros Pángalos et en ajoutant au ministre de l'Économie Yiánnos Papantoníou le contrôle du ministère des Finances. Il déplace le ministre de l'Intérieur Ákis Tsochatzópoulos au ministère de la Défense nationale, dont le titulaire Gerásimos Arsénis prend la direction du ministère de l'Éducation. Il confirme ainsi les anciens du PASOK et intègre l'ensemble des sensibilités du parti.

#### Troisième et dernier mandat

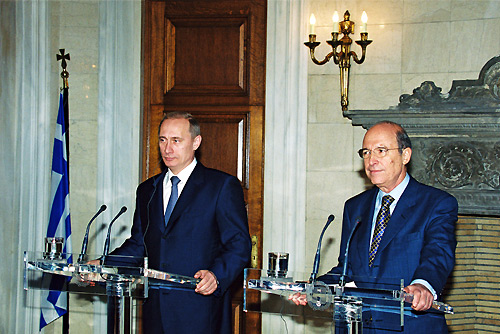
Kóstas Simítis et Vladimir Poutine en 2001.

En janvier 2000, il annonce la tenue de nouvelles élections anticipées pour le 9 avril, appelant les électeurs à lui accorder un mandat populaire clair pour mener les réformes qu'il juge nécessaire à l'intégration au sein de l'Union économique et monétaire (UEM). Au cours de la campagne électorale, il cherche à reconquérir l'électorat populaire, qui ne se reconnaît pas dans son image de technocrate froid et qui a souffert des mesures d'austérité mises en œuvre pour adopter l'euro dès 2002, tandis que la Nouvelle Démocratie (ND) mène une bonne campagne sous la direction de son nouveau chef de file, Kóstas Karamanlís. Avec 43,8 % des voix et 158 parlementaires, le PASOK remporte une troisième victoire consécutive depuis 1993.
Il constitue son troisième exécutif le 13 avril, dans lequel il entend donner la priorité aux politiques sociales. Il choisit son conseiller économique Anastásios Giannítsis comme ministre du Travail et fait appel à l'ancien ministre des Finances puis de l'Intérieur Alékos Papadópoulos au poste sensible de ministre de la Santé. Giórgos Papandréou est confirmé à la tête de la diplomatie et Yiánnos Papantoníou à la direction de la politique économique et budgétaire. Il compte aussi sur ses alliés des débuts, Theódoros Pángalos comme ministre de la Culture et Vasso Papandréou en tant que ministre de l'Intérieur. Il rappelle également l'ancien commissaire européen Chrístos Papoutsís, à qui il confie le ministère de la Marine marchande.
Au cours de son mandat, il obtient notamment qu'Athènes organise les Jeux olympiques d'été de 2004 et l'intégration de la République hellénique à la zone euro.

### Mise en retrait

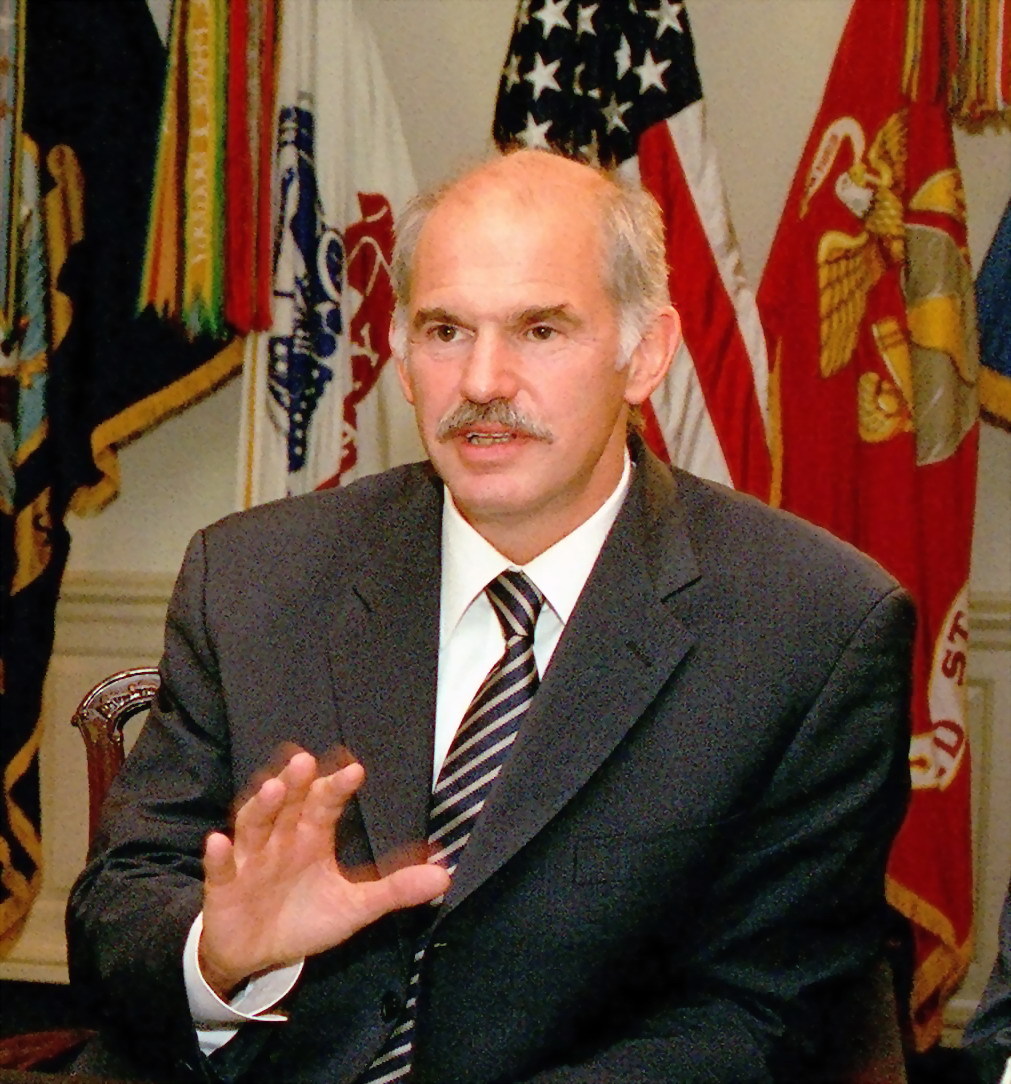
En février 2004, à un mois des élections législatives, Giórgos Papandréou remplace Simítis à la présidence du PASOK.

Les Grecs ayant le sentiment d'un recul de leur niveau de vie, la popularité de Kóstas Simítis chute malgré ses réussites économiques et diplomatiques. Il annonce le 7 janvier 2004 sa démission de la présidence du PASOK et la convocation des élections législatives pour le 7 mars suivant. Il cède la direction du parti à son ministre des Affaires étrangères Giórgos Papandréou, personnalité politique la plus populaire du pays avec 70 % d'opinions favorables.
La ND de Kóstas Karamanlís ayant remporté le scrutin, Simítis lui cède le pouvoir trois jours plus tard. Il demeure député jusqu'aux élections législatives anticipées du 4 octobre 2009, qui signent le retour au pouvoir du PASOK, et siège au sein de la commission des Affaires étrangères et celle des Affaires militaires. Entre 2006 et 2007, il participe au groupe Amato, dont les travaux inspirent la rédaction du traité de Lisbonne, destiné à remplacer le traité établissant une constitution pour l'Europe rejeté par les Français et les Néerlandais.
En juin 2008, il est exclu du groupe parlementaire, sans être formellement exclu du PASOK, pour avoir contesté l'idée de Geórgios Papandréou de soumettre à référendum la ratification du traité de Lisbonne. Cette mesure est rejetée, selon les sondages, par la moitié des électeurs grecs, du PASOK, et de la ND.

### Mort
Konstantínos Simítis meurt le 5 janvier 2025, à l'âge de 88 ans à Ágii Theódori. Le gouvernement décrète quatre jours de deuil national et prévoit des funérailles d'État.